# Fiona Shaw
Fiona Shaw CBE, született Fiona Mary Wilson (Cork megye, 1958. július 10. –) BAFTA-díjas ír színésznő.

## Élete és pályafutása
Még fiatalon Angliába költözött és a londoni színpadokon próbált szerencsét. Emlékezetes alakítást nyújtott több William Shakespeare komédiában is.
Első jelentősebb filmszerepét 1985-ben az Áldott szívek filmdrámában kapta, ebben egy fiatal apácát kellett megformálnia. Shaw eközben színházakban is fellépett, ezért csak öt évvel később, 1990-ben vállalt ismét fontosabb szerepet: Bob Rafelson A Hold hegyei című amerikai kalandfilmjében volt Patrick Bergin és  Iain Glen partnere. Egy évvel később már egy angol vígjátékban, a London megöl engem című vígjátékban szerepelt.
1996-ban Shaw figyelme a klasszikus regényadaptációk felé fordult. Feltűnt Franco Zeffirelli Charlotte Bronte regényéből leforgatott Jane Eyre rendezésében, majd rá egy évvel Lev Tolsztoj monumentális regényének, az Anna Kareninának az 1997-es filmváltozatában Sophie Marceau, Sean Bean és Alfred Molina mellett. 1998-ban részt vett az év egyik legnagyobb bukásában, hiszen többek között Ralph Fiennes, Uma Thurman és Sean Connery mellett ő is a nevét adta a Bosszúállók című produkcióhoz.
2001-ben viszont már az év egyik legnagyobb sikerfilmjében, a  Harry Potter és a bölcsek köve című fantasyfilmben keltette életre Petunia Dursley-t. Szintén ezt a karaktert játszotta el még négy folytatásban: Harry Potter és a Titkok Kamrája, Harry Potter és az azkabani fogoly, Harry Potter és a Főnix Rendje, valamint Harry Potter és a Halál ereklyéi 1.. 2006-ban a Fekete Dália című életrajzi drámában Hilary Swank ideggyenge édesanyját alakította.

## Filmográfia

### Film
| Év   | Magyar cím                            | Eredeti cím                                   | Szerep                        | Magyar hang        |
| ---- | ------------------------------------- | --------------------------------------------- | ----------------------------- | ------------------ |
| 1985 | Áldott szívek                         | Sacred Hearts                                 | Felicity                      |                    |
| 1989 | A bal lábam – Christy Brown története | My Left Foot                                  | Dr. Eileen Cole               | Andai Györgyi      |
| 1990 | A Hold hegyei                         | Mountains of the Moon                         | Isabel Arundell               | Spilák Klára       |
| 1990 | Három férfi és egy kis hölgy          | Three Men and a Little Lady                   | Miss Lomax                    | Földessy Margit    |
| 1991 | London megöl engem                    | London Kills Me                               | Headley                       | Hámori Ildikó      |
| 1993 | Super Mario Brothers                  | Super Mario Bros.                             | Lena                          | Kovács Nóra        |
| 1993 | Két és fél kém                        | Undercover Blues                              | Paulina Novacek               | Halász Aranka      |
| 1995 | Meggyőző érvek                        | Persuasion                                    | Mrs. Croft                    |                    |
| 1996 | Jane Eyre                             | Jane Eyre                                     | Mrs. Reede                    | Földi Teri         |
| 1997 | Anna Karenina                         | Anna Karenina                                 | Lídia                         | Menszátor Magdolna |
| 1997 | A kis véreskezű                       | The Butcher Boy                               | Mrs. Nugent                   | Bessenyei Emma     |
| 1998 | Bosszúállók                           | The Avengers                                  | Apa                           | Menszátor Magdolna |
| 1999 | Az utolsó ősz                         | The Last September                            | Marda Norton                  |                    |
| 2001 |                                       | The Triumph of Love                           | Leontine                      |                    |
| 2001 | Harry Potter és a bölcsek köve        | Harry Potter and the Philosopher's Stone      | Petunia Dursley               | Simon Eszter       |
| 2002 |                                       | Close Your Eyes                               | Catherine Lebourg             |                    |
| 2002 | Harry Potter és a Titkok Kamrája      | Harry Potter and the Chamber of Secrets       | Petunia Dursley               | Simon Eszter       |
| 2004 | Harry Potter és az azkabani fogoly    | Harry Potter and the Prisoner of Azkaban      | Petunia Dursley               | Simon Eszter       |
| 2005 | Szentivánéji álom                     | Midsummer Dream                               | A boszorkányok (angol hangja) |                    |
| 2006 | Fekete Dália                          | The Black Dahlia                              | Ramona Linscott               | Halász Aranka      |
| 2006 | Kettőt találhatsz                     | Catch and Release                             | Mrs. Douglas                  | Andai Györgyi      |
| 2007 | Törés                                 | Fracture                                      | Robinson bíró                 | Illyés Mari        |
| 2007 | Harry Potter és a Főnix Rendje        | Harry Potter and the Order of the Phoenix     | Petunia Dursley               | Simon Eszter       |
| 2009 | Dorian Gray                           | Dorian Gray                                   | Agathae                       | Zsolnai Júlia      |
| 2010 |                                       | National Theatre Live: London Assurance       | Lady Gay Spanker              |                    |
| 2010 |                                       | Noi credevamo                                 | Emilie Ashurst                |                    |
| 2010 | Harry Potter és a Halál ereklyéi 1.   | Harry Potter and the Deathly Hallows – Part 1 | Petunia Dursley               | nem szólal meg     |
| 2011 | Az élet fája                          | The Tree of Life                              | nagymama                      | Horváth Zsuzsa     |
| 2013 | Az angoltanárnő                       | The English Teacher                           | narrátor (hangja)             | Kovács Nóra        |
| 2015 | Pixel                                 | Pixels                                        | brit miniszterelnök           | Menszátor Magdolna |
| 2016 | A fehér király                        | The White King                                | Kathrin Fitz                  | Szabó Éva          |
| 2016 |                                       | Out of Innocence                              | Catherine Flynn               |                    |
| 2017 | A víziló                              | The Hippopotamus                              | Anne Logan                    |                    |
| 2018 |                                       | Lizzie                                        | Abby Borden                   |                    |
| 2018 | Colette                               | Colette                                       | Sido                          | Menszátor Magdolna |
| 2020 | Ammonita                              | Ammonite                                      | Elizabeth Philpot             | Menszátor Magdolna |
| 2020 | Enola Holmes                          | Enola Holmes                                  | Miss Harrison                 | Menszátor Magdolna |
| 2020 | A rokonok                             | Kindred                                       | Margaret                      |                    |
| 2024 | Képzeletbeli barátok                  | IF                                            | Bea nagymamája                | Menszátor Magdolna |
| 2024 | Azon a karácsonyon                    | That Christmas                                | Mrs. Trampi (hangja)          | Halász Aranka      |

Rövidfilmek
- 1984: The Man Who Shot Christmas – Laura
- 1992: The Big Fish – ismeretlen szerep
- 1995: The Waste Land (rövidfilm) – ismeretlen szerep
- 2010: Tell Me – Martha
- 2013: The Daisy Chain – narrátor

### Televízió
| Év        | Magyar cím                         | Eredeti cím                       | Szerep                      | Megjegyzések                                                        |
| --------- | ---------------------------------- | --------------------------------- | --------------------------- | ------------------------------------------------------------------- |
| 1983      |                                    | All for Love                      | Elspeth                     | 1 epizód                                                            |
| 1984      | Sherlock Holmes kalandjai          | The Adventures of Sherlock Holmes | Miss Morrison               | 1 epizód                                                            |
| 1985      |                                    | Love Song                         | Young Deirdre               | tévéfilm                                                            |
| 1990      |                                    | Theatre Night                     | Clytemnestra                | 1 epizód                                                            |
| 1991      |                                    | For the Greater Good              | Gillian Savage              | 2 epizód                                                            |
| 1992      |                                    | Shakespeare: The Animated Series  | Viola (hangja)              | 1 epizód                                                            |
| 1992–1995 |                                    | Screen Two                        | Pauline / Mrs. Croft        | 2 epizód                                                            |
| 1993–1997 |                                    | Performance                       | Hedda Gabler / II. Richárd  | 2 epizód                                                            |
| 1994      |                                    | Seascape                          | ismeretlen szerep           | tévéfilm                                                            |
| 1999      | Az aranypolgár születése           | RKO 281                           | Hedda Hopper                | - tévéfilm - magyar hangja: - Andai Györgyi                         |
| 2000      |                                    | Gormenghast                       | Irma Prunesquallor          | 4 epizód                                                            |
| 2001      |                                    | Mind Games                        | Frances O'Neil              | tévéfilm                                                            |
| 2001      | Érzelmek áradatában                | The Seventh Stream                | Mrs. Gourdon                | tévéfilm                                                            |
| 2005      | A nagy birodalom                   | Empire                            | Fulvia                      | minisorozat (3 epizód)                                              |
| 2007      |                                    | Trial & Retribution               | Jo Wilson QC                | 1 epizód                                                            |
| 2009      |                                    | Dido and Aeneas – Didon et Énée   | Comédienne dans le prologue | tévéfilm                                                            |
| 2011      | True Blood – Inni és élni hagyni   | True Blood                        | Marnie Stonebrook           | visszatérő szereplő (12 epizód)                                     |
| 2013      | Agatha Christie: Marple            | Agatha Christie's Marple          | Katherine Greenshaw         | - 1 epizód (Greenshaw bolondvára) - magyar hangja: - Tóth Judit     |
| 2014      |                                    | Masterpiece Mystery               | Katherine Greenshaw         | 1 epizód                                                            |
| 2015      |                                    | Lumen                             | D'Laria                     | tévéfilm                                                            |
| 2015–2017 |                                    | Sarah & Duck                      | Zenés hölgy                 | 2 epizód                                                            |
| 2016      | Maigret csapdát állít              | Maigret Sets a Trap               | Madam Moncin                | - tévéfilm - magyar hangja: - Halász Aranka                         |
| 2016      |                                    | Channel Zero                      | Marla Painter               | állandó szereplő (6 epizód)                                         |
| 2017      | Emerald City                       | Emerald City                      | Mombi                       | 2 epizód                                                            |
| 2017      | A kilences házszám alatt           | Inside No. 9                      | Jean                        | 1 epizód                                                            |
| 2017      | Penn Zero, a félállású hős         | Penn Zero: Part-Time Hero         | Hedwin (hangja)             | 1 epizód                                                            |
| 2018      | Mrs. Wilson                        | Mrs. Wilson                       | Coleman                     | 3 epizód                                                            |
| 2018      | Hárman a Földön: Arcadia meséi     | 3Below: Tales of Arcadia          | Birdie és Halcon (hangja)   | 1 epizód                                                            |
| 2018–2022 | Megszállottak viadala              | Killing Eve                       | Carolyn Martens             | - 31 epizód - magyar hangja: - Menszátor Magdolna                   |
| 2019      | Bolhafészek                        | Fleabag                           | Counsellor                  | 1 epizód                                                            |
| 2021      |                                    | Baptiste                          | Emma Chambers               | állandó szereplő (6 epizód)                                         |
| 2022      | Andor                              | Andor                             | Maarva Andor                | - állandó szereplő (5 epizód) - magyar hangja: - Menszátor Magdolna |
| 2024      | True Detective – A törvény nevében | True Detective: Night Country     | Rose Aguineau               | állandó szereplő (5 epizód)                                         |